# Heteronyx hirtuosus
Heteronyx hirtuosus är en skalbaggsart som beskrevs av Blackburn 1890. Heteronyx hirtuosus ingår i släktet Heteronyx och familjen Melolonthidae. Inga underarter finns listade i Catalogue of Life.